# Rio Guetar
O rio Guetar (em armênio: Գետարի / Գետառի գետ; romaniz.: Getaṙi get)[a] é um rio da Armênia da província de Cotaique e na capital de Erevã. Nasce nas nascentes de Carassunaque, que fluem das encostas ocidentais das montanhas Guelama, a uma altitude de 1 570 metros. Dali, flui a leste, então oeste, e passa pelo desfiladeiro de Avã. Depois, entra no desfiladeiro de Norque, passa por Erevã e flui até a aldeia de Razdã, perto de Xengavite, onde deságua no rio Razdã pela margem esquerda. No trecho superior é chamado Quirquebulague e no trecho médio é chamado Avã.
Tem 24 quilômetros de comprimento e sua bacia tem 158 quilômetros quadrados. É alimentado por precipitação e água subterrânea, com afluência nos meses de primavera. Recebe uma porção estável de água do aqueduto de Razdã. As enchentes do século XVIII (1873, 1923, 1924, 1946, 1950) inundaram Erevã. Em particular, o deslizamento de terra de 6 de maio de 1946, durante o qual o fluxo de água aumentou 100 vezes, causou grandes dano. O Jerveje e o Joralbiur são seus tributários. O desfiladeiro de Norque, há uma ponte de arco único construída em 1664.